# スヴェトラーナ (フリゲート)
スヴェトラーナ(ロシア語:Светланаスヴィトラーナ)は、ロシア帝国のスクリューフリゲート(Винтовой фрегат)である。1856年から1892年にかけてロシア帝国海軍に所属した。艦名は、キリスト教の聖人である聖スヴェトラーナに由来する。

## 概要
スヴェトラーナは、1856年8月20日にロシア帝国艦隊に編入された。建造は同年10月1日からフランスのボルドーにある造船所Kredit Maritaime & Arschanで開始された。艦は帆を併用する蒸気船で、材料にはオーク、マホガニー、松が用いられた。同時代の多くの艦と同様、スヴェトラーナは装甲を有しなかった。主兵装はNo.2/60 ポンド砲とされた。
スヴェトラーナは、1858年3月3日に進水した。同年10月2日には戦力化され、翌1859年にクロンシュタットへ回航された。蒸気機関を搭載するスヴェトラーナは、当時としては高速の10.5 knの速力を発揮した。シュナイダー・クレゾ工場製の蒸気機関は、1100 指示馬力(ihp)の力を発揮した。
1860年から1862年にかけて世界一周の航海を実行した。1868年から1870年の間は、基本修理のためクロンシュタット汽船工場にあった。この際、兵装は8 inch(203 mm)砲10門に改められた。この内6 門は艦内に設置され残る4 門は開放式とされたが、のちにこれら4 門は撤去された。
1883年2月5日から1884年10月5日にかけては、近衛艦隊所属となった。しかし、さすがに戦力的な旧式化は否めず、1888年10月10日には戦列から外されクロンシュタット軍港で保管された。1892年2月15日には解体工場へ回航された。1895年、艦名は新造する防護巡洋艦に受け継がれた。